# Rufus Tepeshkar
Rufus Tepeshkar je novi minister za čaranje, ki prvič nastopi v šestem delu serije knjig o Harryju Potterju, knjigi Harry Potter in Polkrvni princ. 